# Spooky Month
Spooky Month es una serie web animada creada por David Axel Cazares Casanova, comúnmente conocido como Sr Pelo. Los episodios se transmiten en YouTube y Newgrounds. La serie Spooky Month sigue las desventuras de dos niños, Skid y Pump, que están obsesionados con Halloween. Cazares inició Spooky Month con el video de 2018 titulado "It's spooky month". Sin embargo, Spooky Month 2, titulado "Las Estrellas", sería el comienzo de la gran popularidad de la serie. El video introdujo aspectos más surrealistas y de horror en la serie, en lugar de solo comedia.

## Premisa
Spooky Month gira en torno a las desventuras de dos niños, Skid y Pump, que están obsesionados con Halloween. El formato de la serie generalmente presenta a Skid y Pump saliendo durante la noche y encontrando demonios y otras entidades peligrosas. Cada episodio tiene dos escenas poscréditos. Una para YouTube y otra para Newgrounds.

## Personajes

### Personajes principales
Skid (originalmente conocido como Skidd) es uno de los principales protagonistas de la serie Spooky Month. Es un niño alegre, ingenuo y muy optimista. Siempre lleva su disfraz de Halloween en los episodios; sin embargo, se le ha mostrado sin su disfraz en varias fotos por su casa. Él y Pump están tan obsesionados con Halloween que insisten en que debe celebrarse todo el año.
"Pump" Wonder es uno de los dos principales protagonistas de la serie Spooky Month. Es el mejor amigo de Skid. Su verdadero nombre comienza con "Wil", sin embargo, Cazares ha indicado que no es "Will". Al igual que Skid, está obsesionado con Halloween hasta el punto de que insiste en que se celebre durante todo el año.
Lila es la madre de Skid. Lila es una madre cariñosa que disfruta celebrando el Mes Espeluznante con su hijo y su amigo. Sin embargo, a menudo corre el peligro debido a las travesuras de los niños.

### Personajes secundarios
Frank es un secuestrador con el que Skid y Pump suelen hablar, sin ser conscientes de sus intenciones. Frank no hace nada a Skid y Pump, sin embargo.
La Ooga Booga es una mujer que aparece mucho en películas de terror. Su frase característica es "Ooga booga!".
Kevin es un trabajador de CandyClub que odia su trabajo y a menudo se siente molesto por Skid y Pump.
John y Jack son dos policías que trabajan en la zona. John, específicamente, es el sheriff.
Susie Wonder es la hermana de Pump. Se sugiere que está muy interesada en Hell y en demonios en general.
Sr. Wonder es el abuelo de Pump y Susie.
Streber es un trabajador en una casa embrujada. "Spooky Short - El Ensayo de Streber" es un corto sobre él.

### Antagonistas
Los Cultistas son los principales antagonistas de la serie Spooky Month. No se sabe mucho de ellos; sin embargo, están afiliados al padre de Skid.
Los Ojos del Universo son los principales antagonistas de "Spooky Month 2 - Las Estrellas". Observan el cielo, espiando a Skid y Pump.
Moloch es un demonio que Skid invoca en "It's spooky month". También es el principal antagonista de "Spooky Month 3 - Invitado No Deseado". Está basado en el demonio Moloch de la Biblia, también realiza sacrificios de niños, como se ve en "Spooky Month 6 - Tristezas Huecas", donde hace una ilusión de Dexter Erotoph, diciéndole al Sacerdote que le entregue a los niños; planeaba usar a los niños para un sacrificio, donde es muy probable que pretendiera meterlos en el horno cerca de su área pélvica. Más tarde es derrotado al final del episodio por el sacerdote, donde se convierte en piedra dentro del ático de Skid.
Bob Velseb es un asesino que ataca a Lila en "It's spooky month" y también el principal antagonista de "Spooky Month 5 - Dulces Reconfortantes".
Dexter Erotoph es un exterminador que es poseído y asesinado por el demonio conocido como Moloch, y posteriormente posee una muñeca llamada Happy Fella. También es el principal antagonista de "Spooky Month 4 - Sonrisas Mortales". Aparece más tarde en "Spooky Month 5 - Dulces Reconfortantes" en un anuncio de desaparecidos en la marca de tiempo 3:45. También tiene una breve aparición en "Spooky Month 6 - Tristezas Huecas", como una ilusión creada por Moloch, además de ser mostrado como una imagen dentro de un pendiente de su madre. En "Spooky Month 6 - Tristezas Huecas" está atrapado dentro de un balde en el ático de Skid, donde se le ve observando a las personas entrar al ático.
Gregor Raquel, también conocido como Padre Gregor o El Sacerdote, es el antagonista de "Spooky Month 6 - Tristezas Huecas".
La Hatzgang es un grupo de adolescentes que acosan a Skid y Pump.
Reynold, a menudo abreviado como Roy, es el líder de la Hatzgang. Es hijo de Carmen y Richard. Se sugiere que fue víctima de las acciones ilegales de su tío.
Ross es otro miembro de la Hatzgang que es hijo de la amiga de Lila, Jaune. Ross ha aparecido en los episodios 2-6 de la serie Spooky Month.
Robert es otro miembro de la Hatzgang. Es el hermano menor de Radford y sobrino de John.

## Elementos

### Baile espeluznante
El baile espeluznante es un baile que Skid y Pump hacen para celebrar Halloween.

### Happy Fella
Happy Fella es una muñeca que aparece en múltiples ocasiones a lo largo de la serie. Su propósito es ser un recipiente/trampa para fantasmas. Esto se puede ver en "Spooky Month 4 - Sonrisas Mortales", donde el personaje, Dexter Erotoph, queda atrapado dentro de uno.

## Episodios

### Corto
- 1. It's spooky month (2018|10|30): Una campana suena mientras un reloj cambia de 30 de septiembre a 1 de octubre, luego Skid anuncia que es el Mes Espeluznante. Luego arroja su teléfono al otro lado de la sala y llama a Pump. Pump informa a Skid que ha enviado algo a casa. Siendo un video de un esqueleto haciendo el baile espeluznante junto con un susto de la Ooga Booga. Skid se desliza hacia su sala de estar y ve a Lila siendo atacada por Bob Velseb. Lila le dice a Skid que llame al 911, pero Skid le informa que es el Mes Espeluznante. Lila luego le ofrece a Bob un caramelo, y él deja de atacarla. Skid luego informa a su abuela moribunda que es el Mes Espeluznante. Ella luego hace el baile espeluznante. Skid luego sale con Pump. Entonces Frank les ofrece dulces. Skid y Pump le informan que es el Mes Espeluznante y luego Frank pasa junto a ellos. Skid luego dice que deberían ver una película de terror. Luego ven Really Spooky Ooga Booga. Pump luego dice que deberían ir al cementerio. Luego van y gritan "¡Es el Mes Espeluznante!" y luego hacen una "llamada prank" invocando a Moloch e informándole que es el Mes Espeluznante. Luego juegan Luigi's Mansion y reciben un susto de la Ooga Booga. Luego bajan y ven a Lila en un disfraz de Santa Claus, informando a los niños que ahora es noviembre. Luego dicen "¡Es el espeluznante antes de Navidad!". El episodio termina con Skid y Pump haciendo el baile espeluznante.
YouTube final: La Ooga Booga asusta al espectador diciéndole que "acaba de recibir un susto" y luego riendo maníacamente.
Newgrounds final: Moloch se da cuenta de que es noviembre y luego es golpeado por Santa Claus.
- 2. Spooky Month 2 - Las Estrellas (2019|11|16): Dos ladrones están robando la casa de Skid. Skid los atrapa, sin embargo, es ajeno y dice que están allí por el Mes Espeluznante. Lila luego se levanta de la cama y atrapa a los ladrones. Moloch le pide a Skid que lo saque del ático, sin embargo, Skid dice que es el Mes Espeluznante, lo que de alguna manera significa que no puede dejarlo salir. Skid y Pump luego compran helado con Frank. Luego van por una broma del Sr. Payaso. Luego se ríen y entran en la habitación de la hermana mayor de Pump, Susie, y desordenan su computadora. Skid luego grita "¡Salgamos de aquí!" y procede a tomar su diorama del Hell y salta por la ventana. Luego van a la casa del abuelo de Pump y le provocan un infarto. Luego hace el baile espeluznante y se rompe todos los huesos. Skid y Pump luego se encuentran con la Hatzgang. Los adolescentes golpean a los chicos. Roy luego les dice que vayan a la casa en la colina. Y luego casi son asaltados por un pedófilo. Luego conocen a Los Ojos del Universo. Skid se presenta y Pump le pregunta sobre el Mes Espeluznante. Los Ojos luego salen y compran dulces. Los ladrones son mostrados siendo arrestados y el video termina con Skid, Pump, Lila y Los Ojos haciendo el baile espeluznante.
YouTube final: Un susto de Mr. Payaso.
Newgrounds final: Jack y John están conduciendo un automóvil cuando ven la casa en la colina. Uno de los ladrones luego menciona el Mes Espeluznante, haciendo que Jack haga el baile espeluznante y accidentalmente atropelle a la Ooga Booga.
- 3. Spooky Month 3 - Invitado No Deseado (2020|11|25): Moloch golpea el techo, para el desagrado de Lila. Lila luego llama a un exterminador para deshacerse de Moloch. Skid luego informa a Lila que Moloch es su amigo. Lila luego le dice a Skid que juegue con Pump. Luego son secuestrados por Frank y conducidos al centro comercial. Compran una muñeca Happy Fella. Luego conocen a un narcotraficante que les da una bolsa de azúcar y les dice que la entreguen a CandyClub. Luego fingen estar muertos para ir al hospital. Luego vemos a Dexter siendo atacado por Moloch. Skid y Pump ya están en el hospital y saltan de la cama. Luego conocen a una enfermera llamada Patty y le cuentan sobre el Mes Espeluznante. Un grupo de zombis hacen el baile espeluznante y Patty les informa que es junio. Luego conocen nuevamente a la Hatzgang. Les cuentan sobre la Happy Fella. Luego vemos a Lila siendo atacada por Moloch, que ahora ha poseído a Dexter. Skid y Pump luego entregan el azúcar a Kevin en CandyClub. Kevin luego parece preocupado. Skid y Pump luego se van. Jack y John luego entran, descubriendo que el azúcar es azúcar y no cocaína. Skid y Pump luego ven a Lila siendo atacada por Moloch y le dicen a Moloch que gire la cabeza, porque "solo los demonios pueden hacer eso". Él luego lo hace y muere. El video termina con ellos viendo la televisión.
YouTube final: Un susto de la Ooga Booga.
Newgrounds final: John y Jack se enteran del culto y Jack le dispara al Sr. Payaso.
- 4. Spooky Month 4 - Sonrisas Mortales (2021|12|24): Skid ve un anuncio para la muñeca Happy Fella. Lila luego habla por teléfono con su amiga sobre cuánto la molesta la muñeca. Luego Lila deja a Skid en la casa de Pump mientras ella se va a trabajar. Skid luego pregunta si pueden dibujar. Pump le dice que no tiene colores. Luego le pregunta a su hermana, quien le dice que no. Luego roban los colores mientras la poseída muñeca Happy Fella intenta matar al Sr. Wonder. Todos dibujan juntos, la Happy Fella dibuja matando a Skid y Pump. La Happy Fella luego pide jugar al juego del cuchillo. Susie luego lo detiene, y los niños deciden ir al cine. La Happy Fella luego se escapa y es atrapada por Frank, quien la lanza al coche de policía que pertenece a John y Jack. Los dos policías llevan a la Happy Fella a la tienda de dulces, donde ataca a Kevin, es lanzada afuera, y luego es recuperada por Skid y Pump. Más tarde, revela su verdadero rostro a los niños y a Lila, y es arrojada al horno.
YouTube final: Susto de la Ooga Booga.
Newgrounds final: Jack y John están viendo un gráfico que hicieron relacionado con el culto. Luego se van a buscar donas, cuando un miembro del culto entra y quema la casa, junto con la evidencia.
- 5. Spooky Month 5 - Dulces Reconfortantes (2022|11|5): Bob, el asesino caníbal en serie, sigue a Skid y Pump por la ciudad, tratando de matarlos y comérselos.
- 6. Spooky Month - Tristezas Huecas (2023|03|30): Skid y Pump salen a jugar y a pedir dulces por la ciudad hasta que conocen a un nuevo rostro, el Padre Gregor, quien les ayudará a convertirse en mejores niños para las personas que más aman, pero un amigo familiar los encontrará de nuevo.

### Promociones de mercancía
- Mercancía de Spooky Month (2019|10|29): Una promoción de la Ooga Booga para peluches y camisetas de Spooky Month.
- ¡Mercancía de Spooky Month! (2021|9|21): Una promoción de Frank para camisetas y llaveros de Spooky Month.
- ¡Muñecos de Spooky Month!(2021|10|10): Skid y Pump ven un comercial para muñecos de ellos mismos. El comercial luego tiene una animación de una bruja que convierte a Skid y Pump en versiones de peluche de ellos mismos. Luego, Lila entra llorando porque su hijo no le habla.
- ¡Mercancía de Spooky Month!!!(2023|4|22): Promoción de mercancía presentada por Rick y Sr Pelo.
- Banda sonora de SPOOKY MONTH Vol. 1 (2023|5|6): Promoción de la banda sonora de Spooky Month. Terminando con John y Jack disparándole a un hombre y cayendo en un misterioso agujero.